# Ellston (Iowa)
Ellston es una ciudad ubicada en el condado de Ringgold en el estado estadounidense de Iowa. En el Censo de 2010 tenía una población de 43 habitantes y una densidad poblacional de 74,79 personas por km².

## Geografía
Ellston se encuentra ubicada en las coordenadas 40°50′26″N 94°6′32″O / 40.84056, -94.10889. Según la Oficina del Censo de los Estados Unidos, Ellston tiene una superficie total de 0.57 km², de la cual 0.57 km² corresponden a tierra firme y (0%) 0 km² es agua.

## Demografía
Según el censo de 2010, había 43 personas residiendo en Ellston. La densidad de población era de 74,79 hab./km². De los 43 habitantes, Ellston estaba compuesto por el 97.67% blancos, el 0% eran afroamericanos, el 0% eran amerindios, el 0% eran asiáticos, el 0% eran isleños del Pacífico, el 0% eran de otras razas y el 2.33% pertenecían a dos o más razas. Del total de la población el 0% eran hispanos o latinos de cualquier raza.